# بوني بونيل
بوني بونيل (بالإنجليزية: Bonnie Bonnell) هي ترفيهية أمريكية، ولدت في 1 أغسطس 1905 في توماسفيل في الولايات المتحدة، وتوفيت في 14 مارس 1964 في سانتا مونيكا في الولايات المتحدة.

## وصلات خارجية
- بوني بونيل على موقع IMDb (الإنجليزية)
- بوني بونيل على موقع قاعدة بيانات الفيلم (الإنجليزية)